# Pseudenargia griseo-olivacea
Pseudenargia griseo-olivacea är en fjärilsart som beskrevs av Culot. Pseudenargia griseo-olivacea ingår i släktet Pseudenargia, och familjen nattflyn. Inga underarter finns listade i Catalogue of Life.